# Byrrhus alpinus
Byrrhus alpinus is een keversoort uit de familie pilkevers (Byrrhidae). De wetenschappelijke naam van de soort is voor het eerst geldig gepubliceerd in 1829 door Gory.